# Izola Mensa
L'Izola Mensa è una struttura geologica della superficie di Marte.